# 森拓二郎
森 拓二郎（もり たくじろう、1955年（昭和30年）2月28日 - ）は日本の実業家、銀行家。十八親和銀行頭取。十八銀行最後の頭取。親会社のふくおかフィナンシャルグループの執行役員。九州経済連合会副会長。

## 経歴・人物
長崎県長崎市の出身で九州大学経済学部卒。1978年、十八銀行に入行し、佐賀支店長や秘書室長、人事部長などを経て、2007年に当時指名委員会等設置会社であった十八銀行の執行役に就任し、2010年には取締役兼常務執行役、2012年には代表執行役専務と進んで、2014年には宮脇雅俊の後任として代表執行役頭取に就任した。
2016年にふくおかフィンシャルグループとの経営統合を基本合意した。
十八銀行は2019年にふくおかフィナンシャルグループの完全子会社となり、指名委員会等設置会社から監査役会設置会社に移行、森は改めて十八銀行の代表取締役頭取に就任した。一方で同年4月に森は専務の福富とともに、ふくおかフィナンシャルグループの執行役員に就任している。
2020年3月にふくおかフィナンシャルグループより十八銀行の親和銀行への吸収合併による十八親和銀行の設立および森の十八親和銀行頭取就任の内定が発表され、内定通りに就任する。
2022年4月に十八親和銀行頭取を退任、会長就任。

## 略歴
- 1978年（昭和53年）4月 - 十八銀行入行
- 1998年（平成10年）6月 -同行佐賀支店長
- 2001年（平成13年）6月 -同秘書室長
- 2004年（平成16年）6月 -同経営管理部長
- 2005年（平成17年）6月 -同人事部長兼人材開発室長
- 2007年（平成19年）6月 -同執行役本店営業部長
- 2010年（平成22年）6月 -同取締役常務執行役
- 2012年（平成24年）6月 -同取締役代表執行役専務
- 2014年（平成26年）6月 -同取締役代表執行役頭取、指名委員会委員長兼務
- 2019年（平成31年）4月 -同代表取締役頭取、ふくおかフィナンシャルグループ執行役員兼務
  - （令和元年）6月-十八銀行代表取締役頭取、ふくおかフィナンシャルグループ取締役執行役員兼務
- 2020年 (令和2年) 4月 - 十八親和銀行代表取締役頭取
- 2022年 (令和4年) 4月 - 十八親和銀行代表取締役会長

## 参考資料
- “代表執行役および役員の異動について” (PDF).   十八銀行 (2014年5月29日). 2019年5月21日閲覧。

| ビジネス          | ビジネス                               | ビジネス      |
| ----------------- | -------------------------------------- | ------------- |
| 先代 宮脇雅俊     | 十八銀行頭取 ：2015年 -2017年          | 次代 （合併） |
| 先代 （合併新設） | 十八親和銀行頭取 初代：2020年 - 2022年 | 次代 山川信彦 |